# Liste der Monuments historiques in Muron
Die Liste der Monuments historiques in Muron führt die Monuments historiques in der französischen Gemeinde Muron auf.

## Liste der Objekte
| Bezeichnung                                                      | Beschreibung                           | Standort                      | Kennzeichnung | Schutzstatus | Datum | Bild |
| ---------------------------------------------------------------- | -------------------------------------- | ----------------------------- | ------------- | ------------ | ----- | ---- |
| Zwei Feuerwehrhelme                                              | Messing, 19. Jahrhundert               | in der Mairie (Lage)          | PM17002604    | Inscrit      | 2015  |      |
| Zwei Gemälde Saint Xyste und Jeanne d’Arc auf dem Scheiterhaufen | Öl auf Leinwand, 19. Jahrhundert       | in der Kirche St-Sixte (Lage) | PM17002603    | Inscrit      | 2015  |      |
| Gemälde Flucht aus Ägypten                                       | Öl auf Leinwand, 17. Jahrhundert       | in der Kirche St-Sixte (Lage) | PM17000222    | Classé       | 1971  |      |
| Wappenstein Aux Armes de Nicolaï                                 | Stein, farbig gefasst, 16. Jahrhundert | in der Kirche St-Sixte (Lage) | PM17001422    | Inscrit      | 1984  |      |
| Kollektenschale                                                  | Zinn, 18. Jahrhundert                  | in der Kirche St-Sixte (Lage) | PM17001421    | Inscrit      | 1984  |      |